# Die Fremden

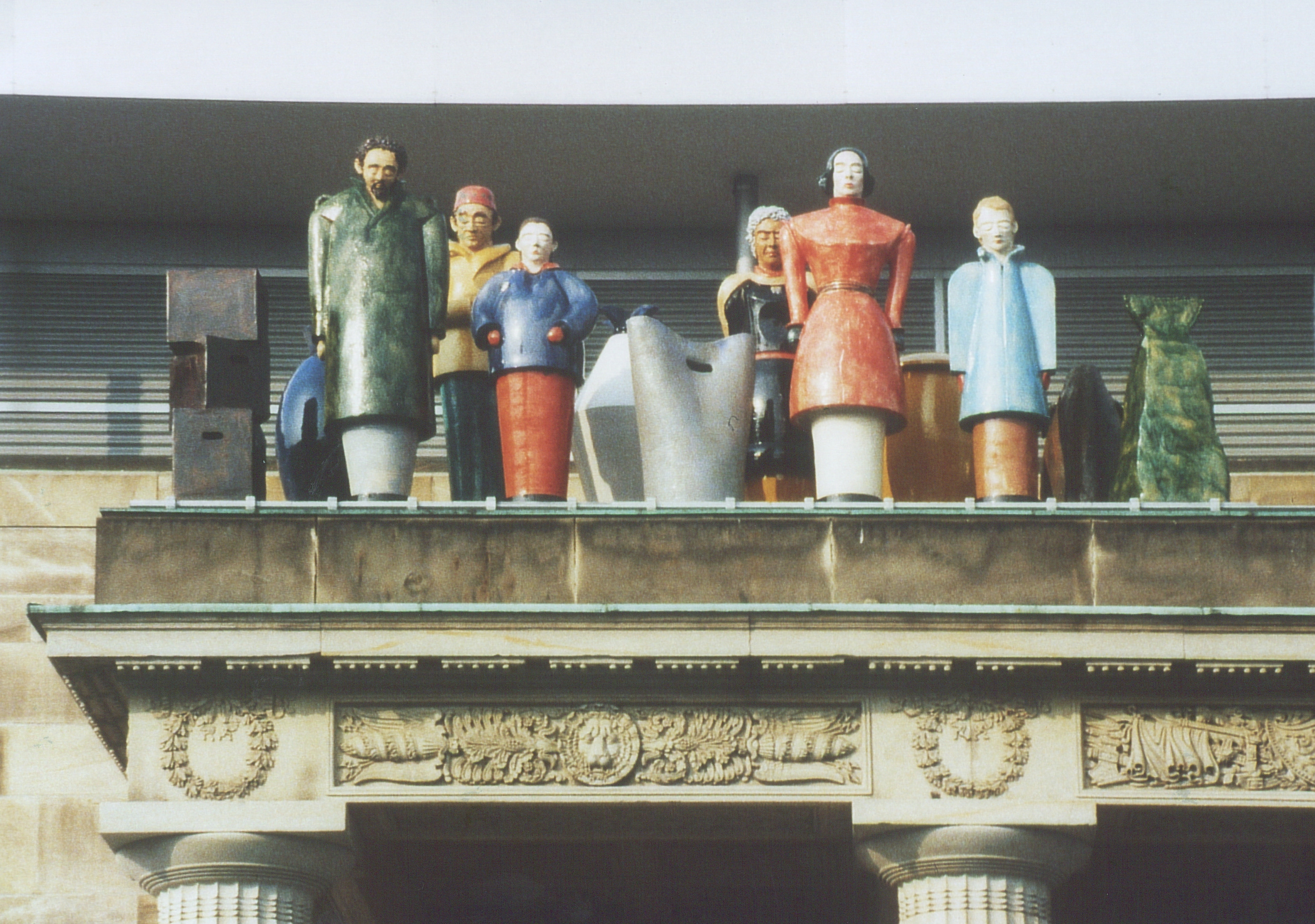
Die Fremden als vollständige Figurengruppe zur Documenta IX (1992)

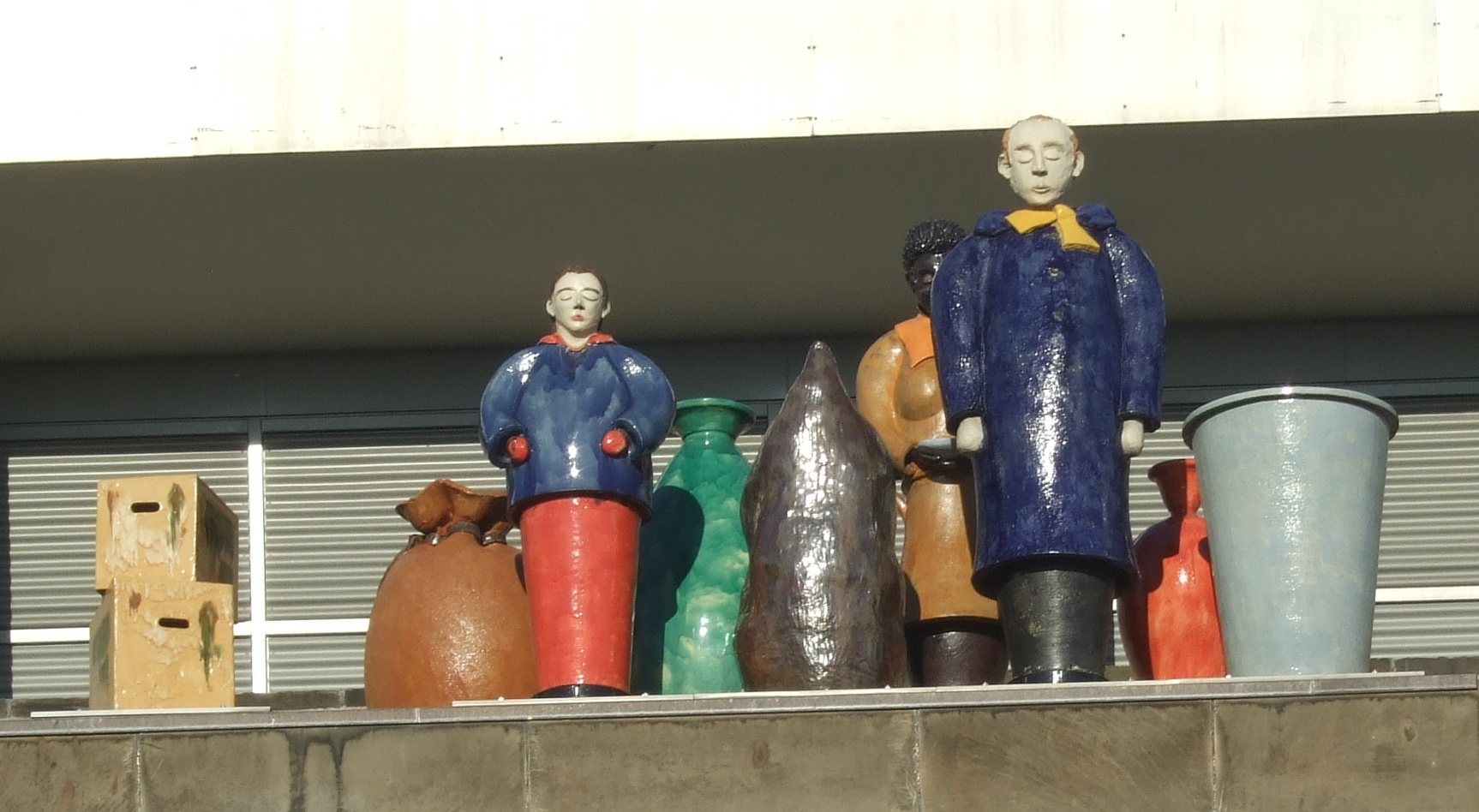
Die Fremden als reduzierte Figurengruppe in Kassel (2018)

Die Fremden ist ein Kunstwerk von Thomas Schütte und war Teil der Außenausstellung der DOCUMENTA IX im Jahr 1992 in Kassel. Es befindet sich seither auf dem noch erhaltenen Portikus des Roten Palais. Es besteht aus eine Gruppe Personen in folkloristischer Kleidung mit verschiedenen improvisierten Gepäckstücken wie Einkaufstaschen, Gefäßen und Koffern. Die Personen wirken ratlos und sind von verschiedener ethnischer Herkunft. Das Ensemble bestand zur Documenta ursprünglich aus zwölf Teilen und wurde aus glasierter Keramik gefertigt. Nach Ende der Documenta wurde das Kunstwerk vom Leffers-Konzern, dem das Gebäude mit dem Portikus damals gehörte und heute durch dessen einer Filiale es noch heute genutzt wird, für 210.000 DM gekauft und der Stadt Kassel geschenkt. Das Kunstwerk bestand ursprünglich aus neun Figuren, von denen drei Figuren nebst Gepäck nach dem Ende der Documenta in Kassel verblieben. Die übrigen Figuren stehen heute in Lübeck auf der Musik- und Kongresshalle. Im April 2014 wurde das Kunstwerk vorübergehend demontiert, im Rahmen der Sanierung des Portikus, und ebenfalls saniert. Im Juni 2015 wurde es am alten Standort wieder aufgebaut.

## Skulpturenbeschreibung
In der ursprünglichen Figurenkonstellation, wie sie 1992 in Kassel ausgestellt war, ist eine Gruppe von Menschen unterschiedlicher, ethnischer und geografischer Herkunft zu sehen. Unter ihnen befinden sich Frauen und Männer in verschiedenen Altersstufen, vom Jungen bis zum Greis und vom Mädchen bis zur Greisin. Sie tragen jeweils individuelle, folkloristische und bunte Kleider. Die Figuren stehen sichtlich ratlos mitsamt ihren ungewöhnlichen Reisegepäckstücken und Habseligkeiten, wie Vasen, Kartons, Eimern, großen Säcken und allerlei improvisierten Koffern auf dem Portikus des roten Palais neben dem Fridericianum im Herzen der Stadt Kassel. Es wirkt so, als seien sie eben erst angereist und wüssten nun nicht, wohin sie gehen können. Als gesellschaftliche Randfiguren blicken sie in ihrer prekären Lage mit niedergeschlagenen Augen auf den Betrieb des Friedrichsplatzes unter ihnen. Der eigenen Muttersprache beraubt, den kulturellen Gepflogenheiten nicht habhaft, können sie am urbanen und sozialen Leben der Kassler nicht teilhaben.
Die naive Darstellung des schematisierten „Fremden“ verkörpert ihre Ausgrenzung und fehlende gesellschaftliche Integration. Die Isolation besteht jedoch nicht nur zwischen uns als Betrachtenden, auch unterhalb der Figuren wird der Kontakt vermieden. Zwar stehen sie beisammen, jedoch scheinen sie keine gemeinsame Gruppe zu bilden. Die Abstände zwischen ihnen sind gleichmäßig verteilt. Niemand schaut sich an oder berührt einander.

## Hintergrund
Thomas Schütte gaben die Geschehnisse des Zweiten Golfkriegs und die großen Ströme kurdischer Flüchtlinge den Impetus ein Monument zu schaffen, welches auf das weltweite Flucht- und Migrationsgeschehen hinweist. Er setzte außerdem ein modernes Gegenstück zu den sechs klassizistischen Säulen der Eingangshalle des benachbarten Fridericianum Museums.